# Бертински летописи
Бертинските летописи са наративен източник за историята на Франкската империя и Германия от VIII-IX в. Наречени са по името на манастира „Св. Бертин“ (днешна Франция), където е намерен съхраненият ръкопис. Съдържат уникални сведения за България при княз Борис I – за отношенията на българите с немския крал Лудвиг (843-876) и за болярските бунтове срещу покръстването през 865/866 г.